# Лебуса
Лебуса (њем. Lebusa) општина је у њемачкој савезној држави Бранденбург. Једно је од 33 општинска средишта округа Елбе-Елстер. Према процјени из 2010. у општини је живјело 866 становника. Посједује регионалну шифру (AGS) 12062289.

## Географски и демографски подаци
Лебуса се налази у савезној држави Бранденбург у округу Елбе-Елстер. Општина се налази на надморској висини од 102 метра. Површина општине износи 33,6 km². У самом мјесту је, према процјени из 2010. године, живјело 866 становника. Просјечна густина становништва износи 26 становника/km².